# Шварц, Фёдор Ефимович
Фёдор Ефи́мович Шварц (1783 — 1869) — русский генерал, командир лейб-гвардии Семёновского полка Российской императорской гвардии (с 9 апреля по 2 ноября 1820 года), главный виновник «Семёновской истории» 1820 года.

## Биография
Фёдор Ефимович Шварц начал службу в 1797 году прапорщиком Псковского гарнизонного батальона. Затем был переведён в армию: сначала служил в Кекскгольмском пехотном полку, позднее — в Перновском. В составе последнего участвовал в кампаниях 1805 и 1806—1807 годов. Был ранен, удостоен ряда орденов и награждён золотым оружием с надписью «За храбрость» (1808). В 1809 году был переведён в гренадерский графа Аракчеева полк в чине майора, командовал батальоном. Участвовал в сражении при Валутиной Горе. Во время Бородинского боя «с начала сражения находился под выстрелами, ободрял людей, потом, когда 1 батальон пошёл отбивать батарею от неприятеля, то другая неприятельская колонна из лесу хотела ударить в тыл, по чему он с батальоном ударил на нею в штыки и опрокинул оную в бегство», за что был награждён орденом Св. Владимира 4-й степени с бантом.
С 1815 по 1819 год командовал Екатеринославским гренадерским полком. 9 апреля 1820 года, состоя в чине полковника, Шварц был назначен командиром Лейб-гвардии Семёновского полка. Его кратковременное командование полком связано с так называемой «Семёновской историей», немало способствовавшей повороту правительства на путь реакции. Шварц был человек бескорыстный и трудолюбивый, но ограниченный; педантичная его строгость, доходившая иногда до жестокости и странно соединённая с нерешительностью, отсутствие всякого такта — повели к тому, что, вступив в командование полком, он на первых же порах восстановил против себя всех — как офицеров, так и нижних чинов; требования и распоряжения его, доходившие до назначения во время богослужения, сопровождались несправедливостями и презрением чувства личного достоинства. Это повело к беспорядкам среди нижних чинов. Рота Его Величества, недовольная строгостью и взыскательностью командира полка, собралась вечером 17 октября 1820 года и отказалась заступать в караул и даже по прибытии ротного командира не разошлась; тогда эта рота была посажена в Петропавловскую крепость; остальные роты выказали солидарность с арестованной ротой и непослушание даже высшему начальству, вследствие чего также были арестованы и посажены в крепость; оттуда полк, за исключением роты Его Величества, оставшейся арестованной, отправлен в Финляндские крепости; во всём этом происшествии Шварц выказал поразительную нерешительность. 2 ноября 1820 года Александр I, находившийся тогда в Троппау, отдал приказ о раскассировании (переформировании) лейб-гвардии Семёновского полка; весь состав полка, как офицеры так и нижние чины, были переведены в различные армейские полки, а новый Семёновский полк, которому предоставлены были права лишь молодой гвардии, был сформирован из других гвардейских частей; сам Шварц и рота Его Величества были преданы военному суду.
Шварц обвинялся в том, что вызвал возмущение своим суровым и несправедливым обращением с нижними чинами, а приказом 3 сентября 1821 года, по сентенции военного суда, признан виновным «в несообразном выборе времени для учений и в нерешимости лично принять должные меры для прекращения неповиновения, происшедшего в лейб-гвардии Семёновском полку 17 октября 1820 года; но, в уважение прежней долговременной и усердной службы, храбрости и отличий, оказанных им на поле сражения, избавлен был от строжайшего наказания (смертной казни, к которой приговорён был военным судом) и отставлен от службы с тем, чтобы впредь никуда не определять». Несмотря, однако, на этот приговор, Шварц в 1823 году был определён на службу в Отдельном корпусе военных поселений, а четыре года спустя — получил предложение о службе на Кавказе. 20 августа 1828 года произведён в генерал-майоры. Высочайшим приказом от 14 октября 1850 года, по сентенции военного суда, за злоупотребление властью, обнаруженное жестоким наказанием и истязанием нижних чинов, исключён из службы с тем, чтобы и впредь в оную не определять и с воспрещением въезда в обе столицы. Только в 1857 году Шварцу был разрешён въезд в Санкт-Петербург, а в 1867 году назначена пенсия.
Умер в 1869 году.

## Разночтения
Русский биографический словарь в 25 т. под редакцией и наблюдением А. А. Половцова ассоциировал «Семёновскую историю» с именем брата Ф. Е. Шварца — Григория Ефимовича Шварца, который также являлся военным деятелем в звании полковника (с 1819), однако командовал 4-м Бугским уланским полком в период с 1819 по 1828 год. В современных словарю источниках периода 1880—1890 годов фигурировало лишь словосочетание «полковник Шварц», без указания инициалов либо имени и отчества.

## Образ в кино
- «Союз спасения» — актёр Петар Зекавица

## Награды
- орден св. Анны 2-й степени, орден св. Владимира 3-й степени, орден «За заслуги», Золотое оружие «За храбрость».